# Alex Nyarko
Alex Nyarko (Acra, Ghana, 15 de octubre de 1973) es un exfutbolista de Ghana que jugaba en la posición de centrocampista.

## Carrera

### Club
| Periodo   | Club                            |
| --------- | ------------------------------- |
| 1992-1993 | Asante Kotoko SC                |
| 1994      | Dawu Youngstars                 |
| 1994-1995 | FC Sportul Studențesc București |
| 1995–1997 | FC Basel                        |
| 1997–1998 | Karlsruher SC                   |
| 1998–2000 | RC Lens                         |
| 2000–2004 | Everton FC                      |
| 2001–2002 | → AS Monaco (cedido)            |
| 2002–2003 | → PSG (cedido)                  |
| 2005      | IK Start                        |
| 2006–2007 | Yverdon Sport FC                |

### Selección nacional
Jugó para Ghana en 11 ocasiones de 1998 a 2000 y anotó dos goles, ganó la medalla de bronce en los Juegos Olímpicos de Barcelona 1992 y participó en dos ediciones de la Copa Africana de Naciones.

## Logros
- Coupe de la Ligue: 1998–99[1]